# Wang Junxia (Xin)

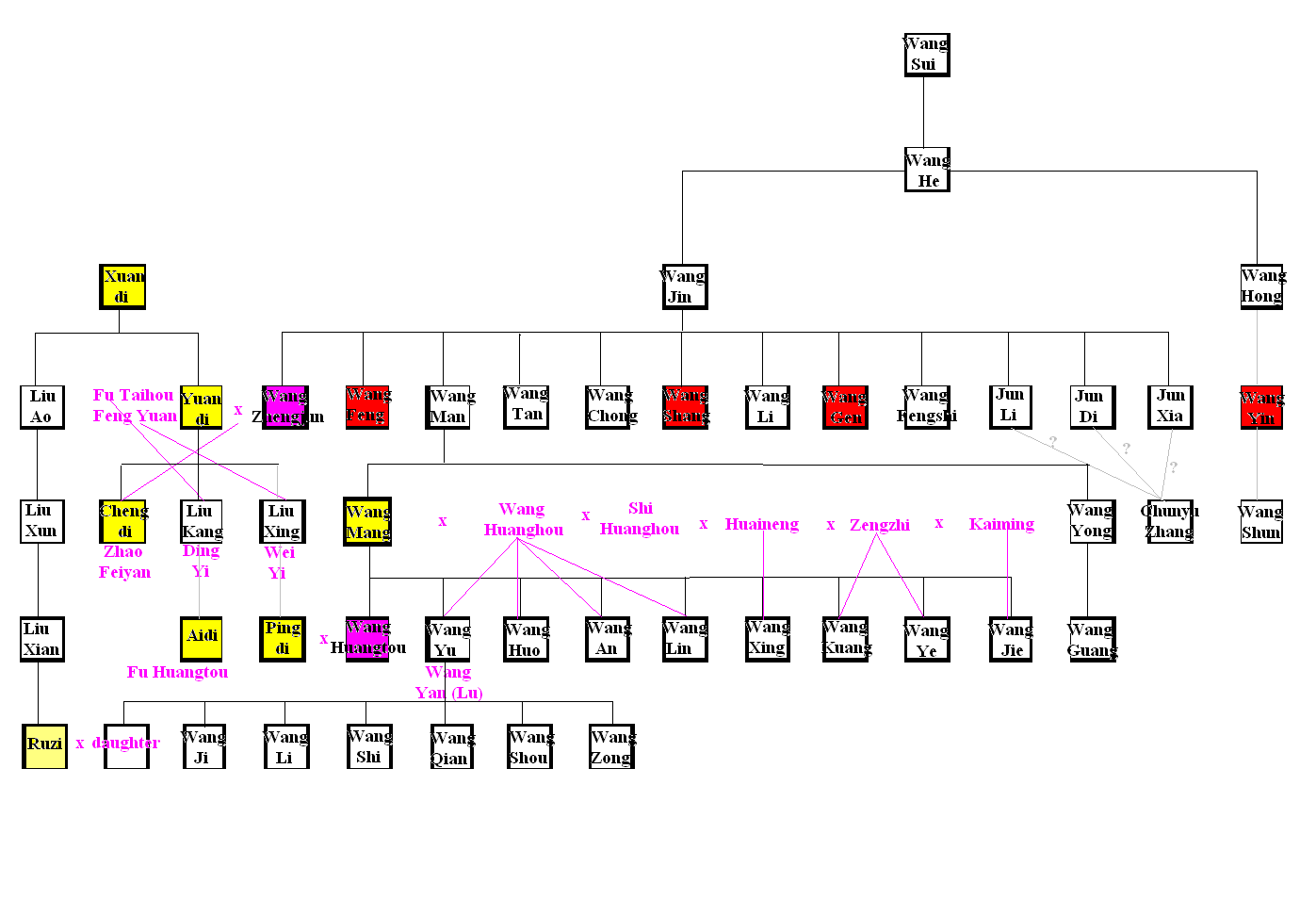
Stamboom van de familie Wang

Wang Junxia (†?) was een tante van de latere keizer Wang Mang en een dochter van Wang Jin, vader van de latere keizerin-weduwe Wang Zhengjun. Omdat de naam van de moeder van Wang Junxia, net als die van drie andere dochters van Wang Jin (Wang Ruo, Wang Jundi en Wang Junli) niet is vermeld, is het onduidelijk of Wang Junxia een zuster of een halfzuster van Wang Zhengjun was. In ieder geval behoorde zij tot de familie die aan het einde van de Westelijke Han-dynastie (en onder de Xin-dynastie) de feitelijke politieke macht bezat.
In het jaar 4 (na Chr.) ontving Wang Junxia de titel Guang'en jun (廣恩君), met de daarbij horende landgoederen. Haar biografie bevindt zich in juan 98 (biografie van Wang Zhengjun) van het Boek van de Han. Noch haar geboortejaar, noch dat van haar overlijden staan daar vermeld.